# Joaquín Luis Romero Marchent
Joaquín Luis Romero Marchent (Madrid, 26 agosto 1921 – Madrid, 17 agosto 2012) è stato un regista e sceneggiatore spagnolo.
Divenne noto principalmente per le sue pellicole di genere Spaghetti western. Era fratello del regista Rafael Romero Marchent.

## Filmografia parziale

### Regista
- Il coyote (El Coyote) (1955)
- La giustizia del coyote (La justicia del Coyote) (1956)
- L'uomo dall'ombrello bianco (El hombre del paraguas blanco) (1958)
- Zorro il vendicatore (La venganza del Zorro) (1962)
- L'ombra di Zorro (Cabalgando hacia la muerte) (1962)
- I tre implacabili (Tres hombres buenos) (1963)
- I tre spietati (El sabor de la venganza) (1964)
- I sette del Texas (Antes llega la muerte) (1964)
- Sette ore di fuoco (Aventuras del Oeste) (1965)
- 100.000 dollari per Lassiter (La muerte cumple condena) (1966)
- Gringo, getta il fucile! (El aventurero de Guaynas) (1966)
- Io non perdono... uccido (Fedra West) (1968)
- Condenados a vivir (1972)
- I quattro del clan dal cuore di pietra (El clan de los Nazarenos) (1975)

### Sceneggiatore
- L'uomo dall'ombrello bianco (El hombre del paraguas blanco) (1958)
- I tre implacabili (Tres hombres buenos) (1963)
- I tre spietati (El sabor de la venganza) (1964)
- I sette del Texas (Antes llega la muerte) (1964)
- Sette ore di fuoco (Aventuras del Oeste) (1965)
- 100.000 dollari per Lassiter (1966)
- Gringo, getta il fucile! (El aventurero de Guaynas) (1966)
- Io non perdono... uccido (Fedra West) (1968)
- Garringo (Un par de asesinos), regia di Rafael Romero Marchent (1969)
- Lo irritarono... e Sartana fece piazza pulita (Un par de asesinos), regia di Rafael Romero Marchent (1971)
- Il figlio di Zorro, regia di Gianfranco Baldanello (1973)

### Produttore esecutivo
- 100.000 dollari per Lassiter, regia di Joaquín Luis Romero Marchent (1966)